# Trite longipalpis
Trite longipalpis là một loài nhện trong họ Salticidae.
Loài này thuộc chi Trite. Trite longipalpis được Brian John Marples miêu tả năm 1955.